# АКСМ-201
АКСМ-201 — двухосный троллейбус производства Белкоммунмаш. Относится ко второму поколению троллейбусов, разработанных заводом.

## История
АКСМ-201 стал серьезной модернизацией его предшественника — АКСМ-101, выпускавшегося на Белкоммунмаше в 1994—2003 годах. Первый его экземпляр был выпущен в 1996 году. Он получил новый, более угловатый кузов, ТИСУ и новую планировку салона. Спустя пару лет начат серийный выпуск более дешевого варианта этого троллейбуса с реостатно-контакторной системой управления (РКСУ). АКСМ-201 выпускался с 1998 по 2011 год. Примерно поровну из части произведенных троллейбусов поставлялись в Минск и Москву. Не менее крупную партию этих троллейбусов также получили Гомель и Гродно. Также АКСМ-201 поставлялся в Астану, Барнаул, Белград, Бельцы, Брест, Бобруйск, Витебск, Могилёв, Рубцовск и Нижний Новгород и лишь 1 машина поставлена в Санкт-Петербург.
В октябре-ноябре 2016 года, в качестве подарка от Москвы, 20 экземпляров троллейбуса АКСМ-20101 поступили в Саратов. В настоящий момент работа троллейбуса модели АКСМ-20101 в Саратове приостановлена, по ряду причин к пассажирской эксплуатации была допущена лишь одна машина (в настоящий момент не работает), тогда как остальные 17 продолжают простаивать в парке. Две оставшиеся машины были списаны в мае 2017 года, так и не дожив до выпуска под пассажиров.

## Описание
Троллейбус использует довольно много деталей, присущих моделям 1980-х и 1990-х годов, однако модель оснащена многими современными разработками. Кузов был спроектирован в 1996 году и во всех моделях, включая модели 2009 года, присутствует фактически та же форма кузова (в 1999 году была выпущена модификация с иной планировкой). Кузов троллейбуса вагонной компоновки и почти полностью квадратной формы с рамной основой и мостами RABA. Обшивка сторон и крыши осуществлялась с помощью натянутых стальных оцинкованных листов толщиной 0,9 миллиметра. В зависимости от заказа, кузов по бокам могли покрывать 1-миллиметровым слоем стеклопластика. Передок троллейбуса выполнен из стеклопластика. Бампер сварной, металлический. На бампере крепится номер (если троллейбус не содержит бортового), а также одинарные фары высокой мощности, применяемые в автобусе ЛАЗ-5252 и троллейбусе ЛАЗ-52522. Зад выполнен из стеклопластика, на задней панели располагается двигатель и по 5 задних фар с каждой стороны.
Троллейбус, как и все остальные производства Белкоммунмаш, имеет высокую антикоррозийную защиту и срок службы составляет не менее 16 лет. Все дверные проёмы оборудованы двумя ступеньками на входе в салон. Ступени сделаны из стеклопластика и отделаны резиной или линолеумом. Сиденья мягкие, раздельного типа, покрытые антивандальной тканью. Всего имеется 25 мест для сидения, преимущественно сдвоенные. Троллейбус имеет три двери — все они двустворчатые, вследствие чего высадка и посадка пассажиров более ускорена. Электропневматический привод дверей имеет так называемый «воздушный ключ», блокирующий ход троллейбуса при открытых дверях. Поручни выполнены из стальных труб, которые окрашены стойкой на солнце полимерной краской. Общая вместимость салона составляет 109 человек. Вентиляция салона осуществляется через форточки на окнах, или принудительно через два люка в крыше. Отопление электрокалориферное и питается от контактной сети.
Кабина водителя полностью отгорожена от салона, перегородка имеет два окна и специальную сдвижную форточку в одном из них для продажи билетов. Дверь в кабину снаружи открываются автономно. Кресло водителя мягкое с подрессорами, регулируется в высоту и глубину, соответствует эстетическим нормам. Приборная панель сделана в стиле торпеды из термопластика. Лобовое стекло изогнутое, бесцветное. Вентиляция кабины производится через форточку, обогрев — через калорифер. Стеклоочистители рычажные, лобовое стекло разделено надвое, однако в модификации 201А07 оно цельное. Рулевое управление с гидроусилителем, унифицировано с автобусами Минского автомобильного завода. Электрооборудование перенесено на крышу и почти полностью исключает возможность удара током. Троллейбус имеет повышенную степень безопасности электроизоляции, всё электрооборудование защищено от осадков. В зависимости от потребностей заказчика троллейбус могли комплектовать дополнительным оборудованием.

## Модификации
Выпускалось несколько модификаций:
- АКСМ-20100 — выпускался в 1996—2003 годах. Используется тиристорно-импульсная система управления (ТИСУ). Для подзарядки аккумуляторных батарей и питания низковольтных цепей троллейбуса используются статические преобразователи. Выпущено 170 экземпляров.
- АКСМ-20101 — выпускался в 1998—2011 годах. Отличается от базовой модели применением реостатно-контакторной системы управления. Выпущен 341 экземпляр.
- АКСМ-20103 — выпущен в 1998 году. Оснащён транзисторной системой управления на IGBT-модулях. Единственный экземпляр поступил в Минск, где в 2004 был обратно переделан в АКСМ-201. Троллейбус работал учебно-пассажирским до декабря 2011 года и был списан в январе 2012 года.
- АКСМ-201А7 — выпускался в 2004—2006 годах. Оснащён тиристорно-импульсной системой управления. Электрооборудование аналогично троллейбусу АКСМ-221. Выпущено 9 экземпляров.
- АКСМ-20101 БТРМ — выпускался в 2007—2009 годах. Оснащён тиристорно-импульсной системой управления. Собраны из машинокомплектов троллейбусов АКСМ-20101 на заводе БТРМ в Барнауле для поставки в города Алтайского края. Всего было выпущено на заводе БТРМ — 14 экземпляров: 12 в Барнауле и 2 в Рубцовске.